# Komórka roślinna

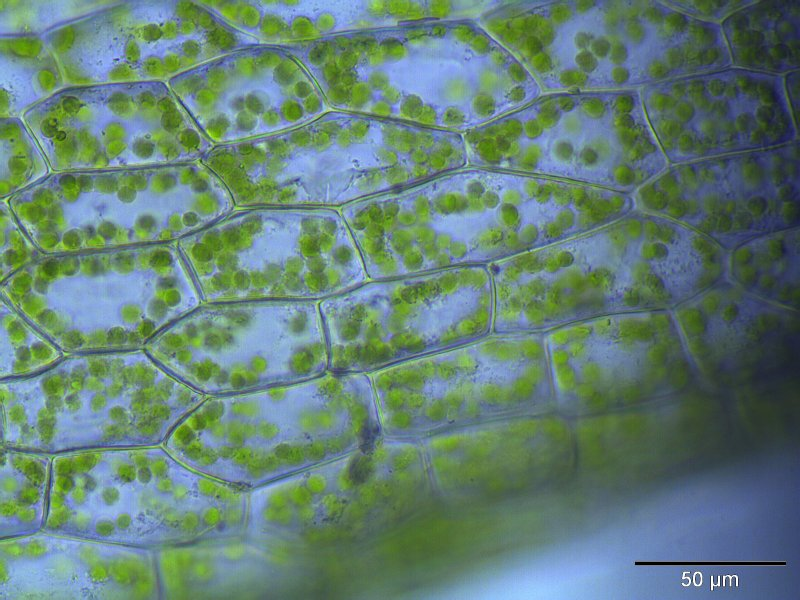
Komórki roślinne, powiększenie 400x

Komórka roślinna – podstawowa jednostka strukturalna i funkcjonalna budująca organizm rośliny, mająca zdolność wymiany materii z otoczeniem i jej przetwarzania. Pod względem kształtu komórki roślinne można podzielić na:
- równowymiarowe – o kształcie kuli (parenchymatyczne),
- silnie wydłużone w jednym kierunku (prozenchymatyczne).

Kształt komórki zależy od funkcji jaką pełni i od rodzaju tkanki, której jest elementem.

## Kształt i rozmiary
Komórki roślinne są bardzo zróżnicowane pod względem kształtu i rozmiarów. Mogą osiągać średnicę od kilku mikrometrów do milimetra. Wydłużone komórki mogą osiągać znaczne długości, często do kilku milimetrów, a czasem kilkudziesięciu centymetrów (np. u szczmielu białego do 50 cm).
Kształt nadaje komórkom roślinnym ściana komórkowa i tylko nieliczne są jej pozbawione. Zazwyczaj komórki roślinne są wielościanami, o liczbie ścian odpowiadającej liczbie miejsc styku z komórkami przyległymi. Liczba ścian waha się od czterech do kilkudziesięciu, przy czym najliczniej spotykane są czternastościany. Narożniki i krawędzie komórek są zazwyczaj stępione bowiem przy nich znajdują się przestwory międzykomórkowe. Poza wielościanami komórki roślin przyjmują także kształt wrzecionowaty i kilku- lub wieloramienny.

## Elementy komórki roślinnej

Struktura komórki roślinnej

### Ściana komórkowa
Ściana komórkowa występuje u niemal wszystkich komórek roślinnych. Wyjątkami są pływki i komórki jajowe glonów oraz generatywne komórki roślin wyższych. W pierwszym etapie rozwoju ściana komórkowa jest też nieobecna u komórek bielma. W komórkach młodych występuje delikatna, cienka i elastyczna ściana pierwotna. Po osiągnięciu ostatecznego kształtu i rozmiarów ściana komórkowa ulega rozbudowaniu o kolejne warstwy. Powstaje ściana wtórna różniąca się składem i właściwościami w stosunku do ściany pierwotnej. W tej ostatniej większość składników wchodzi w skład bezpostaciowej macierzy składającej się z wielocukrów i niewielkiej ilości białek. W bezpostaciowym podłożu zanurzone są włókna celulozowe. W ścianie pierwotnej stanowią one około 20% suchej masy. W ścianie wtórnej zawartość celulozy jest większa i dochodzi do około 60%. Rozrastanie się ściany komórkowej odbywa się na dwa sposoby. Pierwszy z nich polega na dodawaniu nowych porcji substancji pomiędzy już istniejące elementy. Ten rodzaj rozbudowy określany jest jako intususcepcję (wnikanie). Drugi sposób polega na odkładaniu nowych warstw na już istniejących. Nakładanie, apozycja zachodzi od strony błony komórkowej.

### Błona komórkowa

Budowa błony komórkowej

Błona komórkowa jest strukturą oddzielającą środowisko  wewnątrzkomórkowe od środowiska zewnętrznego. Zapewnia wymianę materii i energii z otoczeniem oraz odbiór informacji zapewniając komórce możliwość reagowania na zmieniające się warunki zewnętrzne. Błona komórkowa składa się z lipidów, steroidów i białek. Wśród lipidów wyróżnić można fosfolipidy, glikolipidy i lipidy obojętne. Fosfolipidy ułożone są w sposób zorganizowany tworząc podwójną warstwę, w której hydrofilowe części cząsteczek skierowane są za zewnątrz, zaś  łańcuchy alifatyczne tworzą wnętrze błony. Skład błony komórki roślinnej znacznie różni się od składu błony komórki zwierzęcej. Fosfolipidy tworzące zewnętrzną warstwę błony komórek roślinnych to głównie: kwas fosfadynowy, fosfatydyloglicerol, glukolelebrozydy. W warstwie po stronie cytoplazmy występują głównie: fosfatydyloetanoloamina, fosfatydyloseryna i fosfatydyloinozytol. Kwasy tłuszczowe wchodzące w skład fosfolipidów to przede wszystkim kwas palmitynowy, linolowy i linolenowy. Składnikami błony komórkowej są także sistosterol, kapesterol oraz stigmasterol. Białka stanowiące elementy błony komórkowej można podzielić na białka integralne, niemożliwe do oddzielenie a od błony bez jej zniszczenia i białka powierzchniowe, połączone z błoną siłami elektrostatycznymi. Mikroobszary błony, w których budujące je elementy zostały uszkodzone ulegają wpukleniu a pęcherzyki powstałe w wyniku endocytozy są rozkładane w cytoplazmie. Rozbudowa błony komórkowej odbywa się poprzez syntezę fosfolipidów i steroli w siateczce śródplazmatycznej gładkiej. Wytworzone związki są wzbogacane w białka w obrębie siateczki śródplazmatycznej szorstkiej a następnie podlegają modyfikacjom w aparatach Golgiego. Pęcherzyki oddzielające się od aparatu Golgiego mogą zostać wbudowane w błonę komórkową. Składniki błony komórkowej mogą się przemieszczać zarówno w obrębie warstwy, jak i pomiędzy warstwami. O ile przemieszczanie się elementów jednej warstwy jest dość szybkie, to przemieszczanie pomiędzy warstwami, ruchy flip-flop jest dość powolne. Stwierdzono łączenie się białek integralnych z elementami cytoszkieletu, może to umożliwiać tworzenie mikoobszarów o właściwościach odmiennych od innych fragmentów błony komórkowej.

### Plastydy
Plastydy to organella typowe dla komórek roślinnych. Tylko męskie komórki płciowe nie mają tego organellum. Wyróżnianych jest kilka rodzajów plastydów. Formą, która prowadzi do powstania funkcjonalnych organelli są proplastydy. Chloroplasty zawierają chlorofile oraz charakterystyczne struktury umożliwiające przeprowadzanie fotosyntezy – tylakoidy. Średnica chloroplastów mieści się w granicach 1–10 μm. Organella są spłaszczone, a grupowość wynosi około 1 μm. Poza chloroplastami w komórkach roślinnych występują: amyloplasty, leukoplasty i chromoplasty.
Plastydy posiadają otoczkę składającą się z dwóch warstw błony. Wnętrze wypełnia roztwór z licznymi białkami – stroma. W stromie znajdują się również cząsteczki DNA. Genom plastydowy jest pojedynczą kolistą cząsteczką DNA. W jednym plastydzie może znajdować się od 22 do 90 kopii genomu. W chloroplastach znajduje się kompletny aparat ekspresji genomu. Pomimo to wiele białek wytwarzanych jest i transportowanych do organellum z zewnątrz.

### Mitochondria

Budowa mitochondrium:
1 – błona wewnętrzna,
2 – błona zewnętrzna,
3 – przestrzeń międzybłonowa,
4 – macierz mitochondrialna.

Mitochondrium to organellum o kształcie kulistym lub elipsoidalnym oraz nitkowatym, otoczone dwiema błonami. Zewnętrzna błona zawiera liczne poryny, dzięki którym większość związków chemicznych może łatwo przenikać do przestrzeni międzybłonowej. Błona wewnętrzna jest wysoce selektywna, tworzy liczne zgięcia nazywane grzebieniami mitochondrialnymi. Liczba grzebieni mitochondrialnych jest zwykle mniejsza w komórkach roślinnych w porównaniu do komórek zwierzęcych. W błonie wewnętrznej rozmieszczone są enzymy niezbędne do przeprowadzenia fosforylacji oksydacyjnej. Białka transportujące zapewniają przejście przez błonę substancjom wchodzącym w skład roztworu wypełniającego wewnętrzną błonę, macierzy (matriks) mitochondrialnej. W macierzy mitochondrialnej znajdują się liczne białka niezbędne do przeprowadzenia cykl kwasu cytrynowego,  koliste cząsteczki DNA oraz rybosomy o stałej sedymentacji 70S.
W komórce roślinnej może znajdować się od kilkuset do kilku tysięcy mitochondriów. Liczba mitochondriów uzależniona jest do rodzaju tkanki i etapu rozwoju komórki. Liczba mitochondriów przypadająca na komórkę wzrasta wraz  z jej wiekiem, jednak ich zagęszczenie w cytoplazmie pozostaje względnie stałe.
Mitochondria komórek roślinnych często tworzą skupiska wraz z chloroplastami i peroksysomami. Związane jest to występowaniem procesu fotooddychania w tkankach fotosyntetyzujących. Mitochondria komórek roślin biorą również udział w metabolizmie C4 i CAM. Poza funkcjami katabolicznymi i wytwarzaniem energii użytecznej metabolicznie spełniają również funkcje anaboliczne, wytwarzając szkielety węglowe niezbędne do syntezy aminokwasów. Związki te są metabolitami cyklu kwasu cytrynowego, niezbędne jest więc zachodzenie reakcji anaplerotycznych uzupełniających związki pośrednie cyklu.

### Aparat Golgiego
Aparat Golgiego zbudowany jest z diktiosomów, stosów spłaszczonych cystern. Liczba cystern tworzących diktiosom. Ilość diktiosomów i tworzących je cystern jest różna w poszczególnych typach komórek. U roślin wyższych diktiosomy składają się z 3-10 cystern, u glonów 11-15 cystern, niekiedy pojedynczy diktiosom może składać się z ponad 20 cystern. Aparat Golgiego w komórce roślinnej odpowiada za biosyntezę związków wielkocząsteczkowych przeznaczonych do sekrecji oraz stanowiących materiały zapasowe. W organellum zachodzą procesy związane z sortowaniem, pakowaniem i kierowaniem związków do miejsc przeznaczenia wewnątrz i na zewnątrz komórki. Strona cis (wypukła) aparatu Golgiego skierowana jest w stronę siateczki śródplazmatycznej, natomiast strona trans (wklęsła) w stronę błony komórkowej. Do strony cis docierają pęcherzyki oddzielające się od siateczki śródplazmatycznej szorstkiej. Po obróbce pęcherzyki oddzielają się po stronie trans. Możliwe jest również przyłączenie endosomów po stronie trans. Funkcją organellum jest wytwarzanie niecelulozowych polisacharydów ściany komórkowej, części lipidów błony komórkowej, glikozylacja białek i lipidów. W pojedynczej komórce może występować od 20 do 1000 aparatów Golgiego.

### Wakuole
Wakuole, wodniczki występują licznie w komórkach merystematycznych. Wraz z różnicowaniem się komórek dochodzi do zlewania się wakuol i w komórce w pełni wyrośniętej zwykle znajduje się jedna wakuola zajmująca ponad 90% objętości. Wyróżniane są dwa typy wakuol. Pierwsze to wakuole lityczne (wegetatywne), zawierające enzymy z grupy hydrolaz, esteraz i peroksydaz. Wakuole lityczne umożliwiają recyklizację składników wewnątrzkomórkowych. Drugi typ to wakuole gromadzące materiały zapasowe. W jednej komórce mogą występować jednocześnie oba typu wakuol. Każda wakuola otoczona jest pojedynczą błoną, tonoplastem, wypełnioną sokiem wakuolarnym. Tonoplast charakteryzuje się większą płynnością od błony komórkowej. Wewnątrz wakuol gromadzone są antocyjany, flawonoidy nadające barwę organom roślinnym, a także jony organiczne i nieorganiczne, metabolity wtórne (np. nikotyna, kokaina, morfina, strychnina), garbniki, sacharydy, aminokwasy, białka zapasowe. W wakuolach znajdują się również dojrzałe tanosomy zawierające taniny. Wakuole mogą powstawać przez podział istniejącej, z pęcherzyków diktiosomalnych, z błon siateczki śródplazmatycznej, z pęcherzyków endocytotyczneych, a także de novo. Gromadzenie w wakuolach metabolitów wtórnych jest jednym z mechanizmów obronnych roślin. Związki te mogą nadawać roślinom właściwości trujące lub tylko powodować, że stają się niesmaczne dla roślinożerców. Mogą być też toksyczne dla mikroorganizmów.

### Siateczka śródplazmatyczna
Siateczka śródplazmatyczna to system błon oddzielających miejsca zachodzenie reakcji biochemicznych, odpowiadających między innymi za syntezę i dojrzewanie białek, syntezę i przenoszenie lipidów. Błony tworzące retikulum endoplazmatyczne to około 50% wszystkich błon wchodzących w skład komórki. Zajmują około 10% komórki. Część błon tworzy system cystern i nazywana jest siateczką śródplazmatyczną szorstką. Przestrzeń otaczająca cysterny to właściwa przestrzenią cytoplazmatyczną. Druga część błon tworzy system połączonych rur i nazywana jest siateczką śródplazmatyczna gładką. W błonach siateczki śródplazmatycznej szorstkiej znajduje się mniej fosfolipidów a więcej steroli niż gładkiej. Po cytoplazmatycznej stronie siateczki szorstkiej przyłączone są dzięki siłom jonowym, wiązaniom wodorowym i oddziaływaniom hydrofobowym liczne rybosomy. Stała sedymentacji tych rybosomów wynosi 80S i jest większa niż rybosomów występujących w mitochondriach i plastydach. Najczęściej z jedną cząsteczką mRNA połączonych jest wiele rybosomów, tworząc polirybosom. Rybosomy siateczki śródplazmatycznej wytwarzają białka wchodzące w skład błon i białka wydzielnicze. Po zakończeniu syntezy białka gromadzone są w cysternach i przenoszone do miejsca przeznaczenia. W komórce występuje od 100 tysięcy do kilku milionów rybosomów. Część z nich nie jest związana z błoną siateczki śródplazmatycznej, i tworzy wolne rybosomy cytoplazmy. Białka wytworzone przez rybosomy zawierają sekwencje sygnałowe umożliwiające przeniesienie do właściwych struktur komórkowych. Charakterystyczną cechą komórek roślinnych jest wytwarzanie kompartmentów nazwanych ciałami ER. Struktury te otoczone są pojedynczą błoną i zawierają białka zapasowe i enzymatyczne, gumy lub oleje. Powstają w wyniku odłączenia od siateczki śródplazmatycznej i spełniają różne funkcje w rozwoju rośliny i reakcji na czynniki środowiska.

### Jądro komórkowe
Większość komórek roślinnych zawiera jedno jądro komórkowe. Kilka jąder mają komórki tapetum pylnikowego oraz bielma u roślin wyższych. Również w komórkach niektórych glonów może znajdować się kilka jąder komórkowych. Niektóre komórki nie zawierają jądra komórkowego. Należą do nich między innymi komórki rurek sitowych floemu. Jądro komórkowe w okresie interfazy składa się z otoczki jądrowej, i nukleoplazmy. W skład nukleoplazmy wchodzą chromatyna, macierz jądrowa, obszar międzychromatynowy i jąderko. Otoczka jądrowa składa się z podwójnej błony, w której lipidy stanowią do 35%, a białko do 70%. Wymiana substancji między nukleoplazmą a cytozolem zachodzi dzięki strukturom określanymi kompleksy porowe. Mogą one zajmować około 30% powierzchni jądra. Kompleksy porowe zbudowane są z licznych białek globularnych i fibrylarnych tworzących ośmiokąt.  Pojedynczy kompleks porowy ma średnicę zewnętrzną  120-150 nm. Przez kanał centralny przenoszone są białka i RNA. Białka transportowane są przede wszystkim do wnętrza jądra, a RNA na zewnątrz. Dwa główne składniki chromatyny to DNA i białka histonowe. Chromatyna w jądrze interfazowym może występować w postaci nieaktywnej transkrypcyjni silnie skondensowanej heterochromatyny lub luźnej euchromatyny. W obszarach międzychromatynowych  występują włókna okołochromatynowe, ziarnistości okołochromatynowe, włókna międzychromatynowe oraz kilka rodzajów ciał jądrowych. Macierz jądrowa w około 98% skład się z białek. Pozostałe składniki to fosfolipidy i kwasy nukleinowe. Struktura ta bierze udział w metabolizmie i transporcie RNA oraz określaniu miejsc replikacji DNA, miejsc zajmowanych przez euchromatynę i heterochromatynę i utrzymywaniu wewnętrznej struktury jądra. Typowym elementem jądra interfazowego są również jąderka. W jądrach diploidalnych zazwyczaj występują dwa jąderka. W jąderkach zachodzi synteza pre-rRNA, jego dojrzewanie i składanie rybosomów.

### Peroksysomy i glioksysomy
Organella o owalnym kształcie i średnicy 0,2–1,7 μm, występujące we wszystkich komórkach eukariotycznych. Dawniej razem z glioksysomami określane były nazwą mikrociała. Szczególny typ peroksysomów, występujący tylko w komórkach roślinnych stanowią glioksysomy. Peroksysomy otoczone są pojedynczą błoną. Wewnątrz występują włókienkowate oraz amorficzne inkluzje określane jako nukleoid lub krystaloid. Funkcja peroksysomów jest uzależniona od rodzaju komórki, w której się znajdują. Peroksysomy liściowe uczestniczą w szlaku metabolicznym nazwanym fotooddychaniem. Glioksysomy występują w komórkach bielma i warstwie aleuronowej oraz liścieniach nasion oleistych. Zawierają enzymy pozwalające na przeprowadzenie β-oksydacji i cyklu glioksylanowego. Szlaki metaboliczne zachodzące w glioksysomach umożliwiają przekształcenie lipidów w cukry – glukoneogenezę. Trzeci typ to peroksysomy brodawek korzeniowych zapewniające wytwarzanie ureidów, będących forma transportową azotu. Wyróżniane są także peroksysomy niewyspecjalizowane występujące w innych tkankach niż dotychczas wymieniono.

### Cytozol
Cytozol tworzony jest przez wodny rozwór wielu związków drobnocząsteczkowych, takich jak aminokwasy, cukry, sole mineralne, oraz trójwymiarowe struktury białkowe nazywane cytoszkieletem. Elementy cytoszkieletu komórki roślinnej to mikrotubule i mikrofilamenty. W komórkach roślinnych nie stwierdzono istniejących w komórkach zwierzęcych filamentów pośrednich. Cytoszkielet uczestniczy w transporcie wewnątrzkomórkowym, umożliwia ruchy organelli oraz pełni funkcje podporowe.

## Zróżnicowanie komórek
Zależnie od pełnionej funkcji komórki roślinne mają odpowiedni kształt i ultrastrukturę. Różnią się właściwościami protoplastu, budową ściany komórkowej, kształtem i rozmiarami lub specyficznymi wytworami. Zdolność podziału oraz przekształcania w inne komórki mają komórki zarodka oraz merystemy pierwotny (wierzchołkowy) i wtórny (boczny). Komórki merystemów mają cienką ścianę komórkową i niewielkich rozmiarów wakuolę. Komórki epidermy i epiblemy ściśle przylegają do siebie i nie zawierają chloroplastów. Wakuole tych komórek zajmują znaczną część objętości komórki. Duża, centralnie położona wakuola jest również charakterystyczna dla najliczniej występujących w organizmie roślinnym komórek miękiszowych. Komórki sitowe wchodzące w skład łyka nie zawierają jąder oraz chloroplastów i struktur im towarzyszących. Komórki drewna to głównie komórki martwe z silnie rozbudowaną ścianą komórkową.

### Komórki żywe i martwe
Dojrzałe komórki budujące rośliny wyższe mogą być martwe lub pozostawać żywe. Martwe komórki odgrywają istotną rolę w budowie niektórych tkanek, np. w drewnie wtórnym lub korku. Ich elementem funkcjonującym pozostaje ściana komórkowa, po której wykształceniu komórki te obumierają. Komórki żywe są bardzo zróżnicowane pod względem struktury i właściwości protoplastu, różnią się gęstością cytoplazmy, wielkością i liczbą wakuol, rozmiarami jąder i liczbą jąderek, obecnością plastydów. Mogą też zawierać martwe wytwory protoplazmy (utwory ergastyczne) i w zależności od ich rodzajów można wyróżniać komórki kryształonośne, skrobionośne, aleuronowe, garbnikowe itd.

## Podział komórki
Podział komórki wiąże się z cyklu komórkowego. Ważnym momentem jest przejście z fazy G1 do fazy S, czyli inicjacja replikacji DNA oraz przejście z fazy G2 do mitozy, czyli rozpoczęcie podziału jądra. Zachodzenie cyklu komórkowego jest u roślin kontrolowane przez hormony roślinne. Szczególną rolę odgrywają auksyny i cytokininy. Auksyny zapoczątkowują fazę S, a cytokininy przejście do mitozy.

## Ewolucja
Najstarsze ślady komórek eukariotycznych to mikroskamieniałości tak zwanych akritarchów. Żyjące około 2 mld lat temu miały duże, rozgałęzione komórki i żyły podobnie jak współczesny fitoplankton. Przyjmuje się, że powstały z połączenia komórek Archaea i Eubacteria. Na podstawie licznych przesłanek uznaje się, że do endosymbiozy pierwotnej doszło co najmniej dwa razy. Pierwsza endosymbioza z komórką α-proteobakterii doprowadziła do powstania mitochondrium. W drugim przypadku doszło do włączenia do komórki sinicy. Możliwe, że doszło do kolejnych aktów endosymbiozy. Rozważa się również endosymbiotyczne pochodzenie peroksysomów. Dowody na większą ilość endosymbiotycznych organelli są jednak dość słabe. Komórki roślin lądowych powstały w wyniku ewolucji glonów, Charophyta.